# Challenge des champions 1955
Navigation
1949 Paris 1956
Le Challenge des champions 1955 est la première édition du Challenge des champions qui oppose le champion de France au vainqueur de la Coupe de France. Disputée le 14 septembre 1955 au Stade Vélodrome à Marseille en France devant 5 000 spectateurs, la rencontre est remportée par le Stade de Reims contre le Lille OSC sur le score de 7-1, 2-0 à la mi-temps. L'arbitre de la rencontre est M. Paul Tirant.

## Participants
La rencontre oppose le Stade de Reims au Lille OSC. Les Rémois se qualifient au titre de leur victoire dans le championnat de France de football 1954-1955 devant le Toulouse FC, le RC Lens, le RC Strasbourg et le FC Sochaux-Montbéliard. Le LOSC se classe 16e sur 18 équipes. Les Lillois se qualifient pour le Challenge des champions grâce à leur victoire dans la Coupe de France de football 1954-1955, en battant notamment les Girondins de Bordeaux en finale et le Stade de Reims en huitième de finale.

## Rencontre
Le Rémois Léon Glovacki ouvre le score 1-0 pour son équipe à la 18e minute de jeu, avant que Armand Penverne ne double la mise trois minutes plus tard à 2-0. En deuxième mi-temps, Reims aggrave le score à 5-0 en l'espace de dix minutes par Robert Lamartine (68e), René Bliard (72e) puis à nouveau Robert Lamartine (78e). Les Lillois sauvent l'honneur sur un but de Yvon Douis à la 81e pour réduire le score à 5-1. Le Stade de Reims marque encore deux autres buts en fin de match par l'intermédiaire de René Bliard, qui inscrit un triplé dans cette rencontre, pour finalement gagner largement par 7-1.

## Feuille de match
| 14 septembre 1955 | Stade de Reims                                                       | 7 - 1   | Lille OSC | Stade Vélodrome, Marseille                  |                                             |
|                   | Glovacki 18e · Penverne 21e · Lamartine 68e 78e · Bliard 72e 85e 89e | (2 - 0) | 81e Douis | Spectateurs : 5 000 Arbitrage : Paul Tirant | Spectateurs : 5 000 Arbitrage : Paul Tirant |

| Reims | Lille |

|               | Gardien de but | Paul Sinibaldi   |  |     |  |
|               | D              | Simon Zimny      |  |     |  |
|               | D              | Robert Jonquet   |  |     |  |
|               | D              | Raoul Giraudo    |  |     |  |
|               | M              | Armand Penverne  |  |     |  |
|               | M              | Raymond Cicci    |  |     |  |
|               | A              | Michel Hidalgo   |  | 46e |  |
|               | A              | Léon Glovacki    |  |     |  |
|               | A              | René Bliard      |  |     |  |
|               | A              | Michel Leblond   |  |     |  |
|               | A              | Jean Templin     |  |     |  |
| Remplaçants : |                |                  |  |     |  |
|               | M              | Robert Lamartine |  | 46e |  |
| Entraîneur :  |                |                  |  |     |  |
|               | Albert Batteux |                  |  |     |  |

|               | Gardien de but | Jean Van Gool       |  |     |  |
|               | D              | Jacques Delepaut    |  |     |  |
|               | D              | Guillaume Bieganski |  |     |  |
|               | D              | Robert Lemaître     |  |     |  |
|               | M              | Roland Clauws       |  |     |  |
|               | M              | Zbigniew Misiaszek  |  |     |  |
|               | A              | Gérard Bourbotte    |  |     |  |
|               | A              | Lucien Bonnet       |  |     |  |
|               | A              | Yvon Douis          |  |     |  |
|               | A              | André Strappe       |  | 46e |  |
|               | A              | Bernard Lefèvre     |  |     |  |
| Remplaçants : |                |                     |  |     |  |
|               | A              | Gérard Lenglet      |  | 46e |  |
| Entraîneur :  |                |                     |  |     |  |
|               | André Cheuva   |                     |  |     |  |